# Weltmeisterschaften der Rhythmischen Sportgymnastik 2007
Die 28. Weltmeisterschaften der Rhythmischen Sportgymnastik fanden vom 19. bis 23. September 2007 in Patras, Griechenland statt.

## Ergebnisse

### Mehrkampf-Einzel
| Rang | Nation   | Athletin        |
| ---- | -------- | --------------- |
| 1    | Ukraine  | Hanna Bessonowa |
| 2    | Russland | Wera Sessina    |
| 3    | Russland | Olga Kapranowa  |

### Mehrkampf-Mannschaft
| Rang | Nation        | Athletin                                                     |
| ---- | ------------- | ------------------------------------------------------------ |
| 1    | Russland      | Wera Sessina Olga Kapranowa Jewgenia Kanajewa Alina Kabajewa |
| 2    | Belarus       | Inna Schukowa Swjatlana Rudalawa Ljubou Tscharkaschyna       |
| 3    | Aserbaidschan | Aliya Garajewa Dinara Gimatowa Anna Gurbanowa Zeynab Javadli |

### Gruppe-Mehrkampf
| Rang | Nation   | Athletin |
| ---- | -------- | -------- |
| 1    | Russland |          |
| 2    | Italien  |          |
| 3    | Belarus  |          |

### Gruppe-Mehrkampf mit einem Gerät
| Rang | Nation    | Athletin                                                                                                  |
| ---- | --------- | --- |
| 1    | Russland  | Anna Gawrilenko Tatjana Gorbunowa Darja Schkurichina Jelena Possewina Natalja Sujewa Margarita Alijtschuk |
| 2    | Italien   | Elisa Blanchi Fabrizia D’Ottavio Marinella Falca Daniela Masseroni Angelika Savrayuk Elisa Santoni        |
| 3    | Bulgarien | Zweta Koussewa Joanna Tanchewa Tatjana Tongowa Maya Paunowska Zornitsa Marinowa Iolita Manolowa           |

### Gruppe-Mehrkampf mit zwei Geräten
| Rang | Nation    | Athletin                                                                                                  |
| ---- | --------- | --- |
| 1    | Russland  | Anna Gawrilenko Tatjana Gorbunowa Darja Schkurichina Jelena Possewina Natalja Sujewa Margarita Alijtschuk |
| 2    | Italien   | Elisa Blanchi Fabrizia D’Ottavio Marinella Falca Daniela Masseroni Angelika Savrayuk Elisa Santoni        |
| 3    | Bulgarien | Zweta Koussewa Joanna Tanchewa Tatjana Tongowa Maya Paunowska Zornitsa Marinowa Iolita Manolowa           |

### Reifen
| Rang | Nation   | Athletin        |
| ---- | -------- | --------------- |
| 1    | Russland | Olga Kapranowa  |
| 2    | Russland | Wera Sessina    |
| 3    | Ukraine  | Hanna Bessonowa |

### Band
| Rang | Nation   | Athletin        |
| ---- | -------- | --------------- |
| 1    | Russland | Wera Sessina    |
| 2    | Ukraine  | Hanna Bessonowa |
| 3    | Russland | Alina Kabajewa  |

### Keulen
| Rang | Nation   | Athletin        |
| ---- | -------- | --------------- |
| 1    | Russland | Olga Kapranowa  |
| 2    | Ukraine  | Hanna Bessonowa |
| 3    | Russland | Wera Sessina    |

### Seil
| Rang | Nation   | Athletin       |
| ---- | -------- | -------------- |
| 1    | Russland | Wera Sessina   |
| 2    | Russland | Olga Kapranowa |
| 3    | Belarus  | Inna Schukowa  |

### Medaillenspiegel
| Rang | Nation        | Gold | Silber | Bronze | Gesamt |
| ---- | ------------- | ---- | ------ | ------ | ------ |
| 1    | Russland      | 8    | 3      | 3      | 14     |
| 2    | Ukraine       | 1    | 2      | 1      | 4      |
| 3    | Italien       | -    | 3      | -      | 3      |
| 4    | Belarus       | -    | 1      | 2      | 3      |
| 5    | Bulgarien     | -    | -      | 2      | 2      |
| 6    | Aserbaidschan | -    | -      | 1      | 1      |